# Сан-Андреас (Калифорния)
Сан-Андреас (англ. и исп. San Andreas) — невключённая статистически обособленная местность и административный центр округа Калаверас (Калифорния, США).

## История
Поселение было основано в 1848 году мексиканскими золотодобытчиками и сыграло заметную роль во времена калифорнийской золотой лихорадки.
В 1866 году Сан-Андреас стал административным центром округа Калаверас.

## География
По данным Бюро переписи населения США, город имеет общую площадь в 22,7 км², из которых 22,6 км² занимает суша и 0,1 км² водная поверхность.

## Демография

### 2010
По переписи 2010 года население поселка составляло 2783 человека.

### 2000
По переписи 2000 года население округа составляло 2615 человек с плотностью населения — 115,5 человек на км².
По переписи 2000 года в местности насчитывалось 2615 человек, 1097 семей, и 652 семьи, проживающие непосредственно в Сан-Андреасе. Плотность населения равна 115,5 человек на км².
Расовый состав:
- белые — 92,1 %,
- чёрные — 0,1 %,
- коренные американцы — 1,5 %,
- азиаты — 0,7 %,
- латиноамериканцы — 6,4 %,
- другие расы — 2,0 %,
- две и более рас 3,6 %.

В округе проживало 1097 семей, из которых 28,0 % имели детей в возрасте до 18 лет, 41,9 % супружеских пар, 13,8 % женщин проживало без мужей, а 40,5 % не имели семью. Средний размер домохозяйства составлял 2,24 человека, средний размер семьи — 2,85 человека.
Средний доход на домохозяйство составил 32 500 долларов, а средний доход на семью — 37 969 долларов. Мужчины имели средний доход в 39 583 долларов, женщины 24 500 долларов. Доход на душу населения составлял 16 813 долларов. 14,4 % семей или 14,8 % населения находились за чертой бедности, в том числе 19,5 % из них моложе 18 лет и 8,9 % — от 65 лет и старше.

## Транспорт
Воздушные коммерческие перевозки города и округа Калаверас обслуживает аэропорт имени Маури Расмуссена.